# Compagnie de l'Est algérien
La Compagnie de l'Est algérien (EA), est une compagnie de chemins de fer créée pour construire et exploiter un réseau dans le département de Constantine.

## Historique
Son entreprise en revient à Henri Joret, qui ne verra pas l'aboutissement de son projet.
Trente ans après la disparition de Joret, soit en 1913, la longueur totale du réseau est de 886 km.
La compagnie de l'Est algérien est intégrée à la compagnie des chemins de fer algériens de l'État le 25 août 1907

## Les lignes
- Alger - Ménerville - Bouïra - Sétif - Constantine (453 km), ouverture 1879-86
- Ménerville - Tizi Ouzou (54 km), ouverture 1886-1888
- Beni Mansour - Bougie (88 km), ouverture 1887-1888
- El Guerrah - Biskra (201 km) (voie métrique)
  - El Guerrah - Batna (80 km), ouverture le 1er novembre 1882
  - Batna - Biskra (121 km), ouverture 1886 - 1888
- Ouled Rahmoune - Aïn Beïda (92 km), ouverture le 11 juillet 1889 (voie métrique)[4]
- Aïn Beïda - Kenchela (54 km), ouverture le 10 juin 1905 (voie métrique)
- Biskra - Touggourt (217 km), ouverture le 2 mai 1914 (voie métrique)

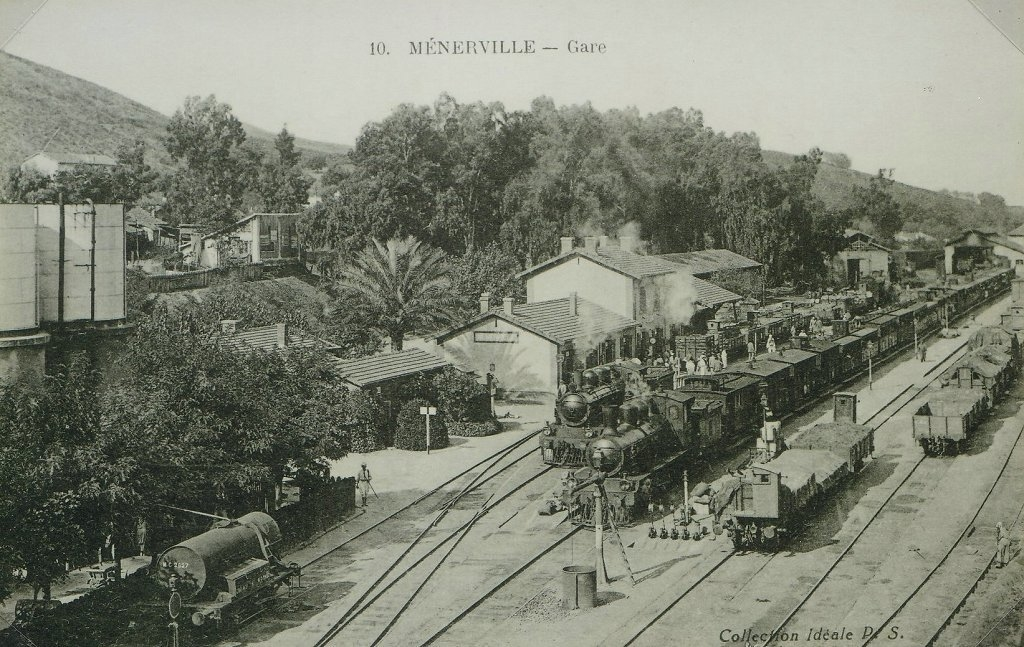
La gare de Ménerville (Thénia).
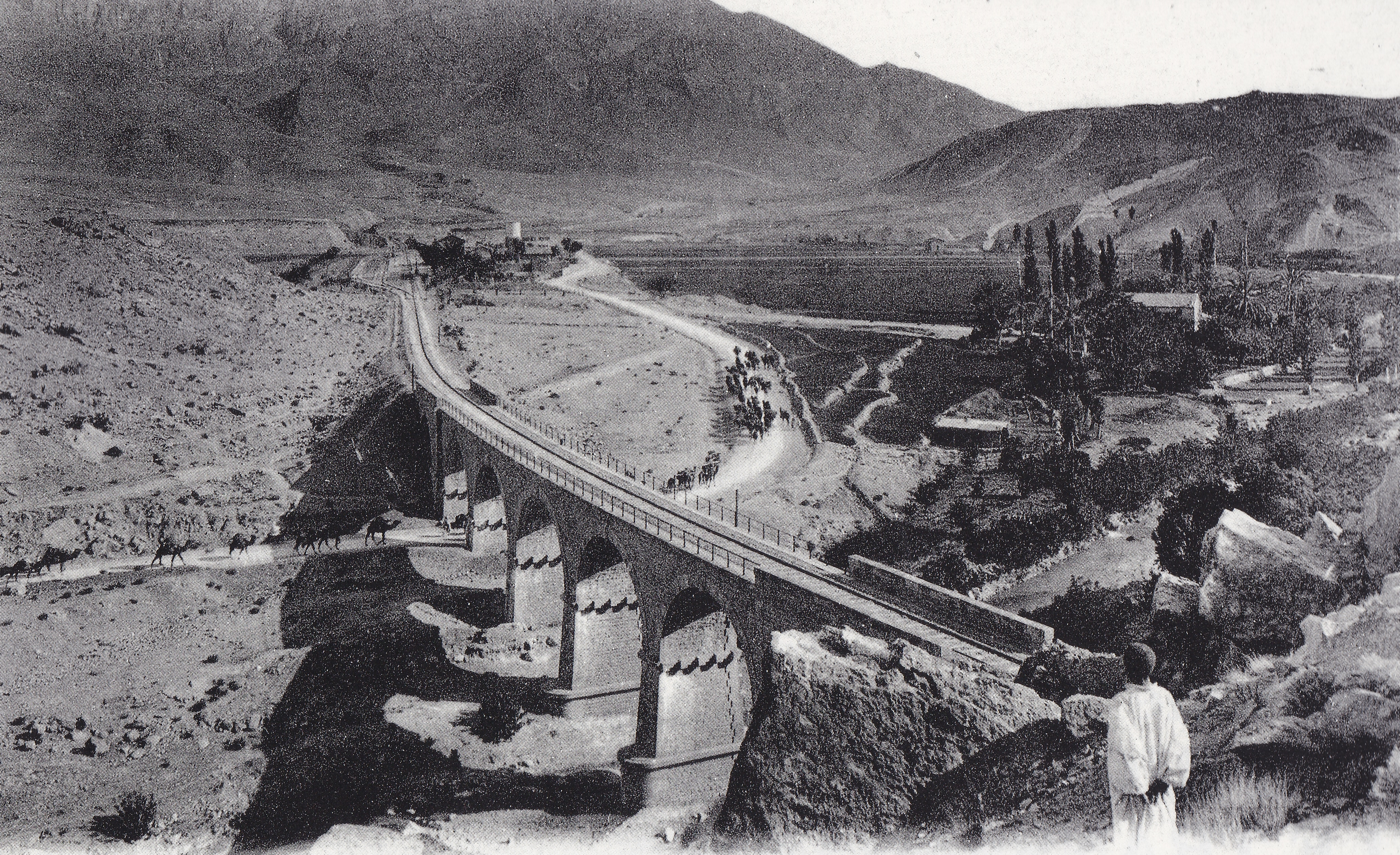
le viaduc et la gare d'El Kantara en 1925.

## Matériel roulant
Locomotives à vapeur à voie normale (1 435 mm)
- N° 01 à 06, type 030, construites en 1880 par Cail à Denain,
- N° 07, type 030, construites en 1886 par Cail à Denain,
- N° 08 à 15, type 030, construites en 1886 par la SACM à Mulhouse,
- N° 16 à 17, type 030, construites en 1886 par la SACM à Mulhouse,
- N° 21 à 23, type 130, construites en 1901 par Baldwinn[5] à Philadelphie,USA[6],
- N° 101, type 030, construite en 1880 par la SACM à Mulhouse,
- N° 102 à 103, type 030, construites en 1881 par la SACM à Mulhouse,
- N° 104 à 112, type 030, construites en 1882 par la SACM à Mulhouse,
- N° 113 à 118, type 030, construites en 1881 par Fives Lille
- N° 122 à 127, type 030, construites en 1886 par la SACM à Mulhouse,
- N° 128 à 130, type 030, construites en 1887 par la SACM à Belfort,
- N° 131 à 135, type 030, construites en 1891 par la SACM à Belfort[7],
- N° 201 à 203, type 230, construites en 1904 par Fives Lille,
- N° 211 à 220, type 230, construites en 1907 par Fives Lille [8],
- N° 221 à 242, type 230, construites en 1911 par la SACM à Belfort, poids à vide 47 tonnes.
- N° 243 à 267, type 230, construites en 1913 par Fives Lille,
- N° 511 à 513, type 030t, construites en 1891 par la SACM à Belfort,

Locomotives à vapeur à voie étroite (1 000 mm)
- N° 01 à 04, type 031t, construites en 1887 par la SACM à Mulhouse[9];
- N° 05 à 06, type 031t, construites en 1894 par la SACM à Belfort,
- N° 07 à 08, type 031t, construites en 1894 par la SACM à Belfort,
- N° 11 à 13, type 031t, construites en 1904 par la SACM à Belfort;
- N° 14 , type 031t, construite en 1913 par la SACM à Belfort;
- N° 25 à 30, type 031t, construites en 1914 par la SACM à Belfort;
- N° B1 à B4, type 230, construites en 1903 par la SACM à Belfort;
- N° B7 à B12, type 230, construites en 1906 par la SACM à Belfort[10];
- N° 301 à 303, type 220t, construites en 1895 par la SACM, poids à vide 20 tonnes
- N° 501 à 510, type 230, construites en 1914 par la SACM à Belfort;
- N° 601 à 608, type 030-030t Mallet, construites en 1909 par la SACM à Belfort, poids à vide 44 tonnes[11](livrées originellement au Réseau Oranais avec écartement de 1055 mm).

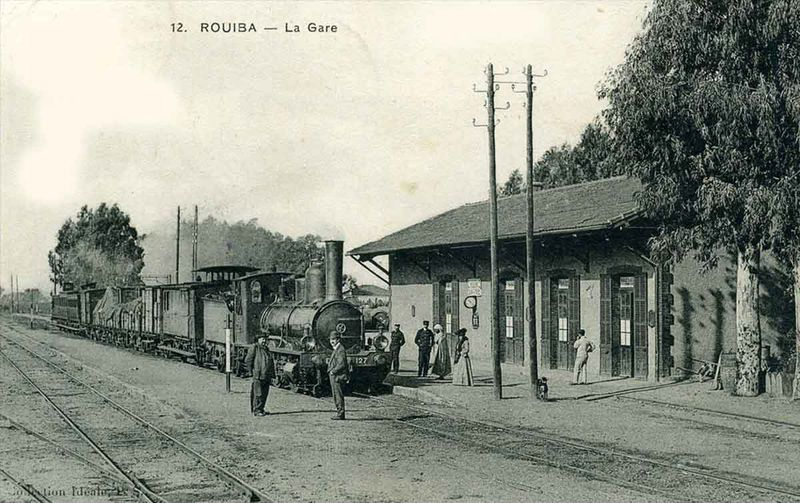
Locomotive n°127 en gare de Rouiba sur la ligne de Constantine.
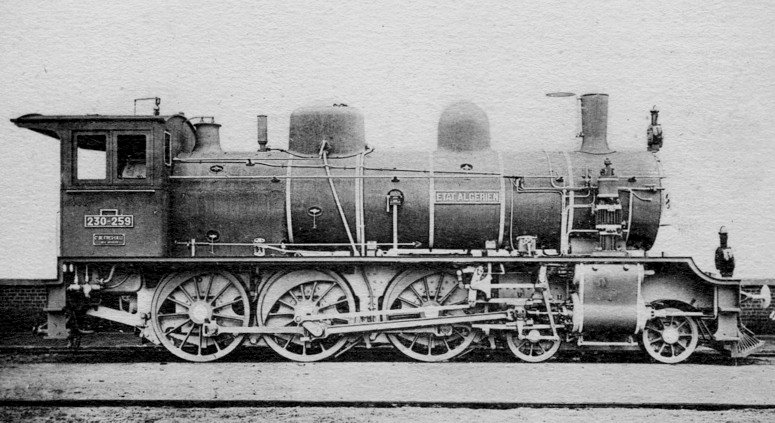
Locomotive  type 230 n° 259, série 243 à 267.
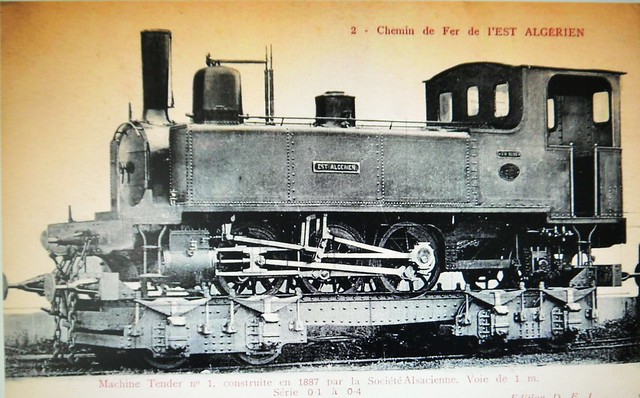
Locomotive tender n° 01 construite en 1887 par la SACM. Voie de 1 m, Série 01 à 04.